# Robert Nielsen
Robert Edmund Nielsen (ur. 21 marca 1911 w Vejgård, obecnie w Aalborgu, zm. 27 grudnia 2001 w Aalborgu) – duński zapaśnik walczący w stylu klasycznym. Olimpijczyk z Berlina 1936, gdzie zajął osiemnaste miejsce w wadze piórkowej.
Wicemistrz Danii w 1935 roku.

## Letnie Igrzyska Olimpijskie 1936
| Konkurencja          | Rundy eliminacyjne  | Klas. końcowa |
| Konkurencja          | Przeciwnik I        | Miejsce       |
| -------------------- | ------------------- | ------------- |
| 61 kg styl klasyczny | Yaşar Erkan (TUR) P | 18.           |